# Ангуло, Лусио
Лу́сио Ангу́ло Эспино́са (исп. Lucio Angulo Espinosa; род. 9 апреля 1973, Сарагоса) — испанский баскетболист, лёгкий форвард, выступавший на профессиональном уровне в период 1992—2011 годов.
Представлял испанские клубы «Сарагоса», «ТАУ Керамика», «Реал Мадрид», «Аликанте», в составе «Реала» выигрывал чемпионат Испании, тогда как с «Керамикой» побеждал на Кубке короля.
Как игрок национальной сборной Испании становился бронзовым призёром чемпионата Европы 2001 года в Турции, участвовал в чемпионате мира 2002 года в США.

## Биография
Лусио Ангуло родился 9 апреля 1973 года в Сарагосе. Играл в баскетбол вместе со своим старшим братом Альберто, который впоследствии тоже стал достаточно известным баскетболистом.
Начинал карьеру в 1991 году в местном баскетбольном клубе «Сарагоса», но в то время ему довелось выступать только в юниорской команде. В 1992 году перешёл в команду «Консервас Дарока», выступающую в первом дивизионе испанского первенства, а в 1993 году был арендован «Пеньяс Уэска» и дебютировал в высшей лиге чемпионата Испании. В этот период на него впервые обратили внимание тренеры национальной сборной, в частности он побывал на молодёжном чемпионате Европы в Любляне, откуда привёз награду бронзового достоинства.
В 1994 году Ангуло вернулся в свой изначальный клуб «Сарагоса» и с ним, помимо всего прочего, дошёл до финала Кубка короля.
Начиная с 1996 года представлял баскскую команду «ТАУ Керамика», с которой завоёвывал Кубок короля и занимал второе место на чемпионате Испании.
В период 1999—2003 годов играл в одном из сильнейших испанских баскетбольных клубов «Реал Мадрид», именно с «Реалом» в 2000 году одержал победу на чемпионате Испании. Кроме того, один раз становился вторым в зачёте национального первенства и один раз доходил до финала Кубка короля.
Благодаря череде удачных выступлений на клубном уровне в 2001 году Лусио Ангуло вошёл в основной состав испанской национальной сборной и удостоился права защищать честь страны на чемпионате Европы в Турции — в итоге стал здесь бронзовым призёром, в полуфинале со счётом 65:78 испанцы проиграли Югославии, тогда как в утешительной встрече за третье место 99:90 победили Германию. Также Ангуло играл на чемпионате мира 2002 года в США, но здесь попасть в число призёров не смог — на стадии четвертьфиналов испанские баскетболисты уступили немцам, но в матче за пятое место выиграли у американцев. В общей сложности Ангуло провёл за сборную 49 матчей.
Начиная с 2003 года в течение пяти сезонов находился в составе «Аликанте», в 2008 году некоторое время играл в итальянском клубе «Бенеттон Тревизо», но вскоре вернулся на родину и вплоть до 2011 года состоял в небольшой испанской команде «Касерес Квидад дель Балонсесто», после чего принял решение завершить карьеру профессионального спортсмена.